# エスタディオ・ホセ・ソリージャ
エスタディオ・ホセ・ソリージャ（Estadio José Zorrilla）は、スペイン・カスティーリャ・イ・レオン州バリャドリッドにあるサッカー専用スタジアム。レアル・バリャドリードがホームスタジアムとして使用している。

## 概要
1942年から1982年まで使用されていた同名の旧スタジアムに代わるスタジアムかつ1982 FIFAワールドカップ開催のために建設された。こけら落としは1982年2月20日のレアル・バリャドリード対アスレティック・ビルバオの試合であり、バリャドリードが1-0で勝利を飾った。同年4月13日にはレアル・マドリードとスポルティング・デ・ヒホンのコパ・デル・レイ決勝が行われ、2-1でレアル・マドリードが優勝を果たした。
現在の収容人数である27,618人のスタジアムとなったのは2017年から2年間をかけて行われた改修工事によるもので、ピッチを含む周辺の基礎を掘り下げ、できたスペースに新たに座席を追加したことで現在の収容人数へと増加した。
スタジアムの座席はレアル・バリャドリードのクラブカラーである紫と白で配色されており、東スタンドの1階部分にはクラブのスポンサーを務める「Mahou sin」の文字がデザインされている。また、大型液晶装置のある南スタンドはスタジアムで唯一1階席のみの屋根がないスタンドとなっており、将来的な2階席と屋根の付設が検討されている。

## 開催された主な大会・試合
- 1982 FIFAワールドカップ

| 日付          | ホームチーム     | 結果 | アウェーチーム   | ラウンド  |
| ------------- | ---------------- | ---- | ---------------- | --------- |
| 1982年6月17日 | チェコスロバキア | 1-1  | クウェート       | グループ4 |
| 1982年6月21日 | フランス         | 4-1  | クウェート       | グループ4 |
| 1982年6月24日 | フランス         | 1-1  | チェコスロバキア | グループ4 |

- 国際Aマッチ

| 日付           | ホームチーム | 結果 | アウェーチーム | ラウンド                      |
| -------------- | ------------ | ---- | -------------- | ----------------------------- |
| 1992年3月11日  | スペイン     | 2-0  | アメリカ合衆国 | 親善試合                      |
| 1997年6月8日   | スペイン     | 1-0  | チェコ         | 1998 FIFAワールドカップ・予選 |
| 2006年3月1日   | スペイン     | 3-2  | アイルランド   | 親善試合                      |
| 2023年11月19日 | スペイン     | 3-1  | ジョージア     | UEFA EURO 2024予選            |

## ギャラリー

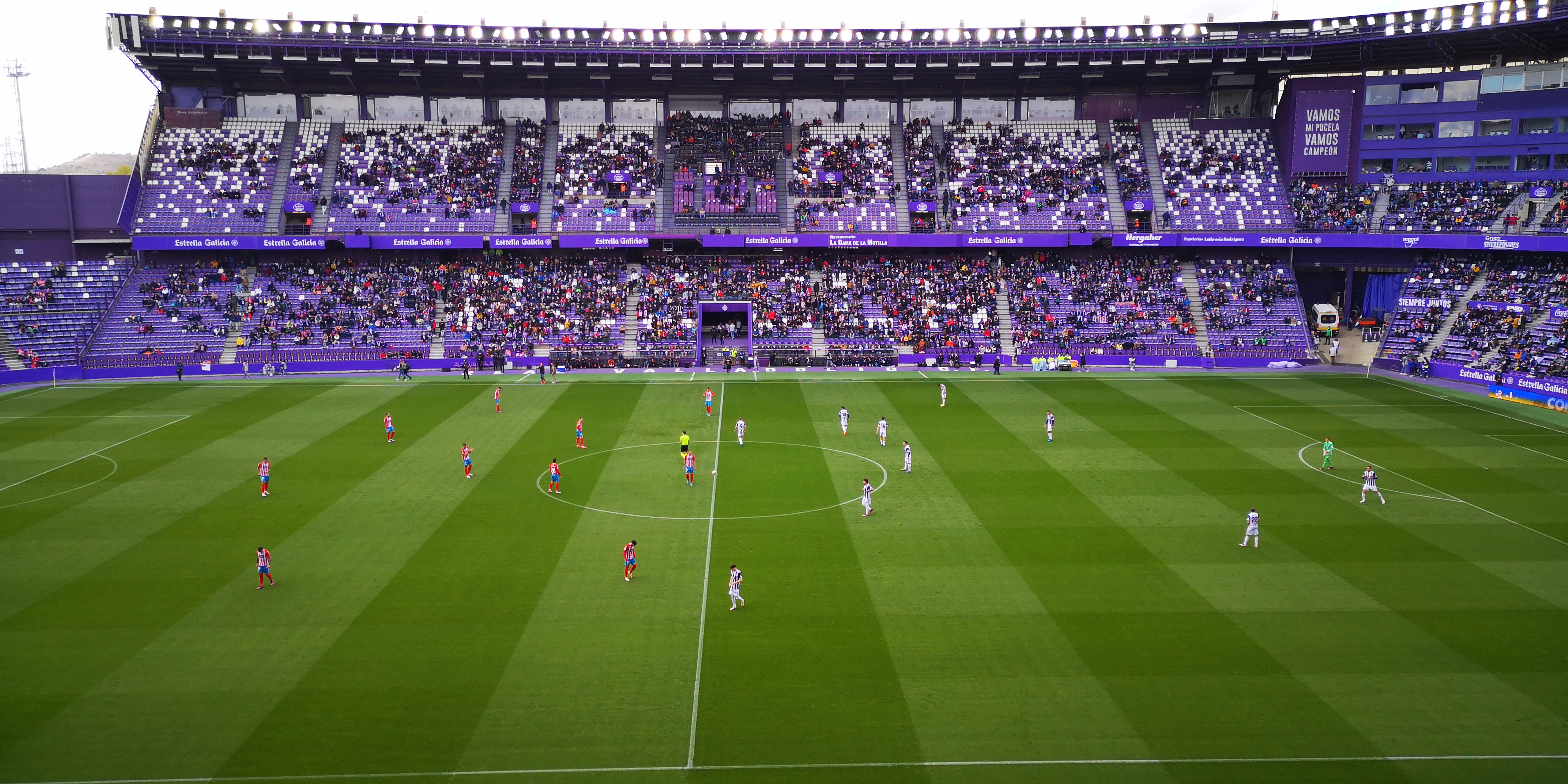
東スタンドからの眺め (2022年)
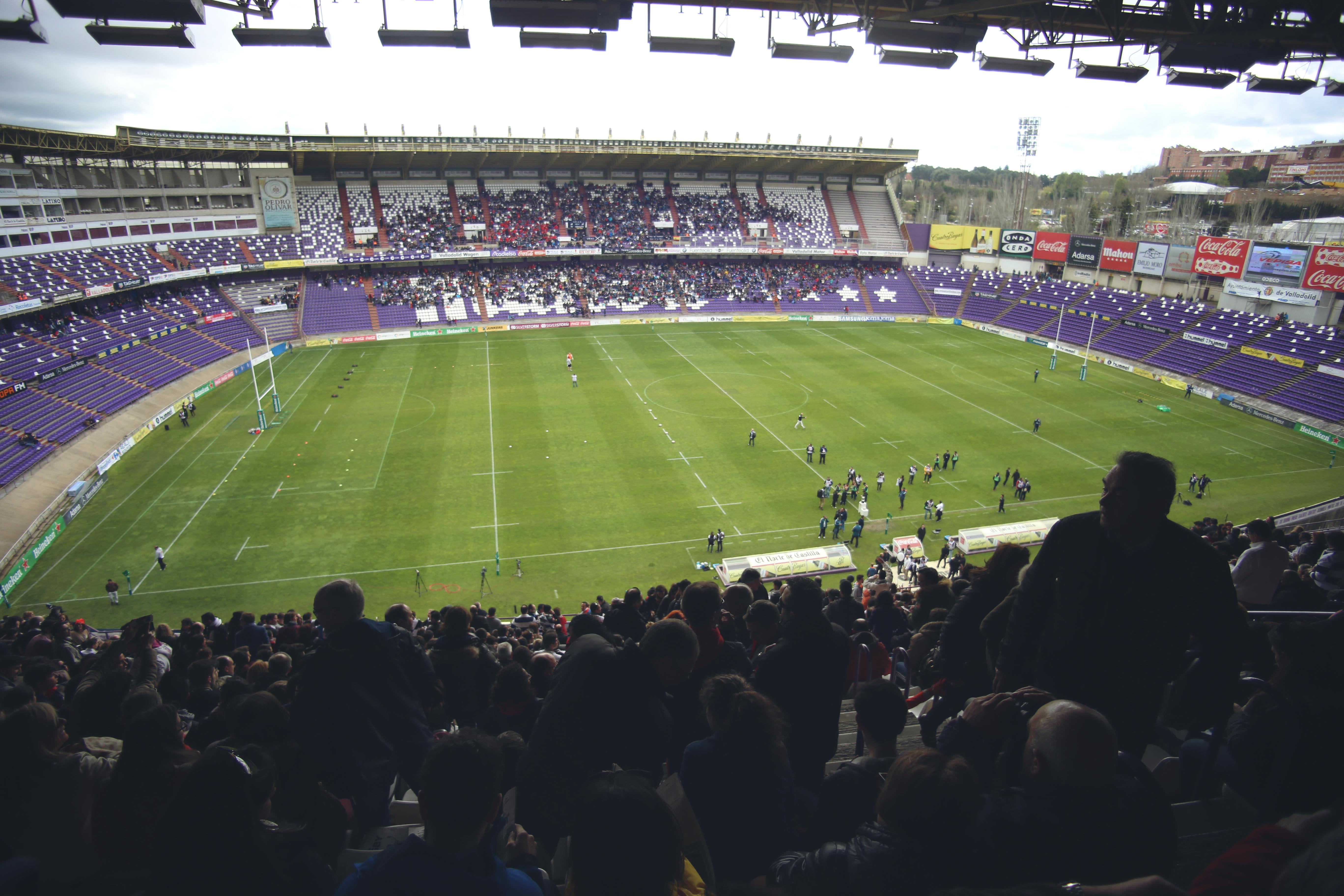
西スタンドからの眺め (2016年)
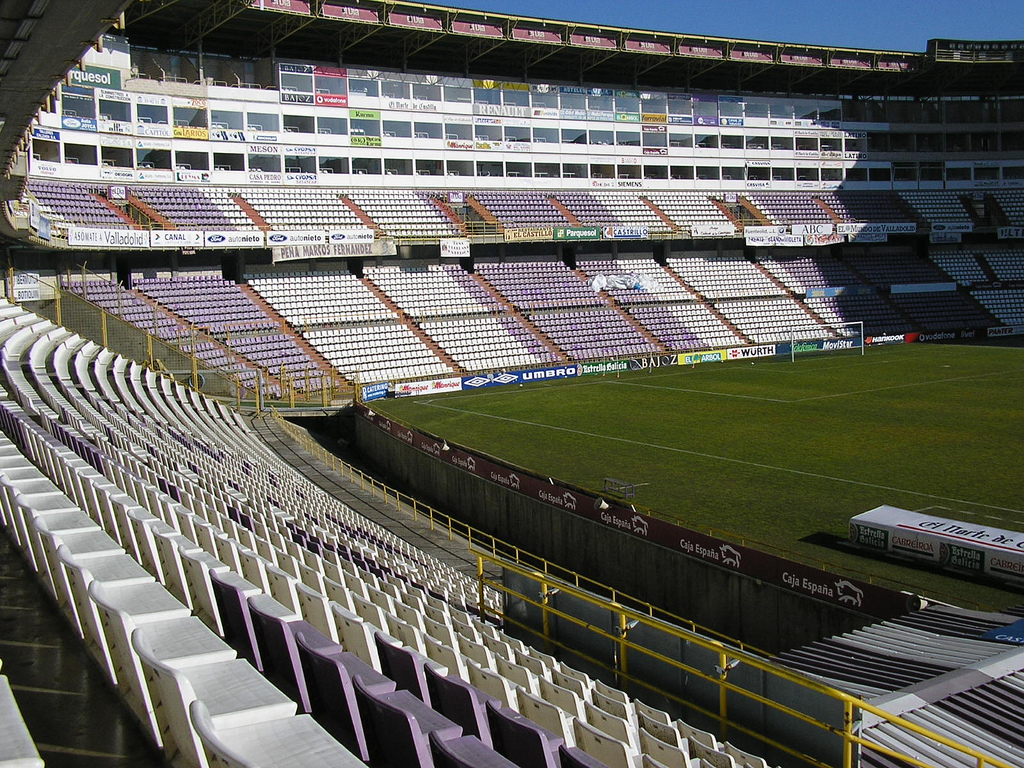
2009年の内観
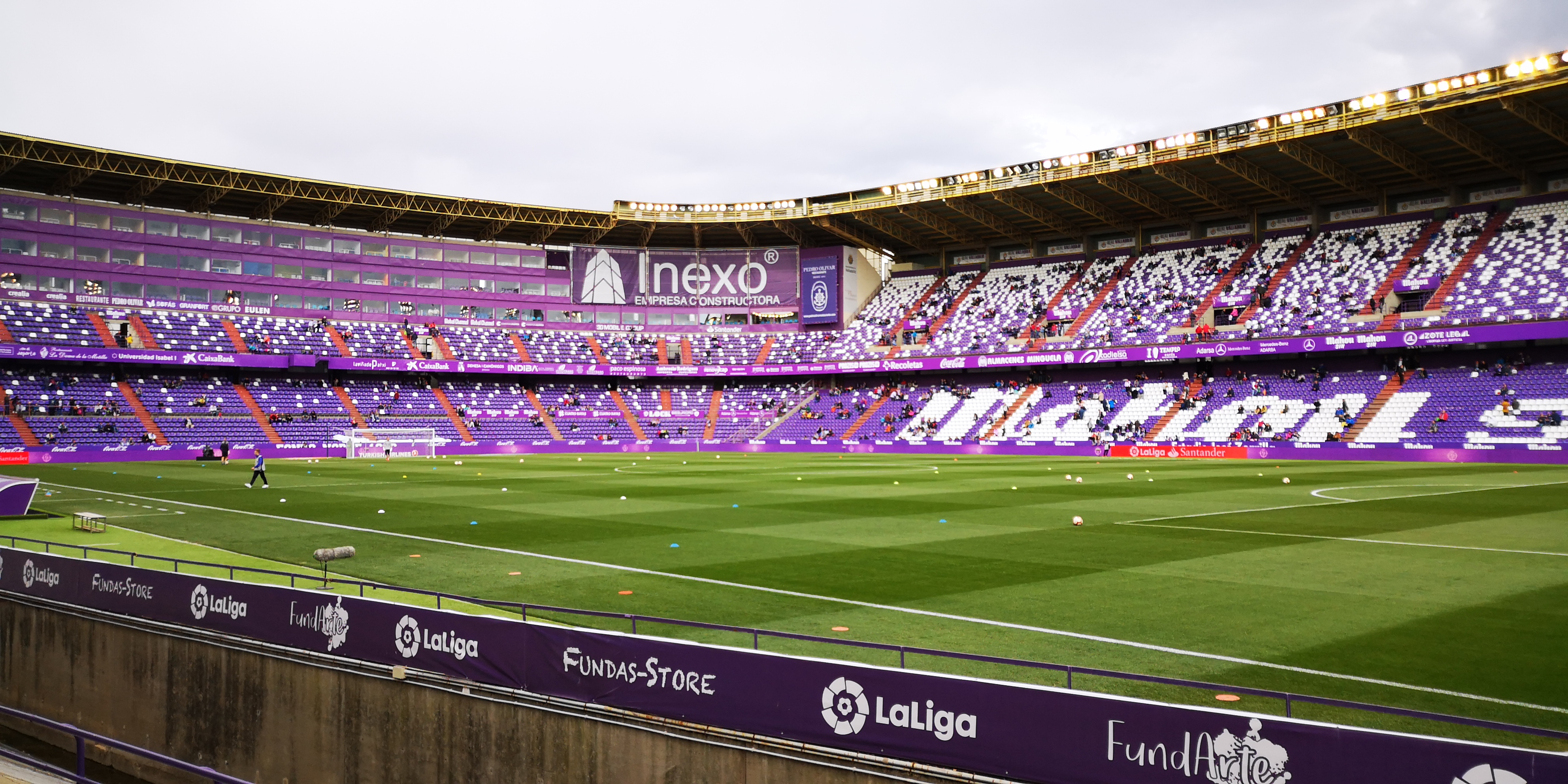
2019年の内観